# Cư Drăm
Cư Drăm là một xã thuộc huyện Krông Bông, tỉnh Đắk Lắk, Việt Nam.
Xã Cư Drăm có diện tích 158,85 km², dân số năm 1999 là 5175 người, mật độ dân số đạt 33 người/km².